# نارسيسو فيغيروا
نارسيسو فيغيروا (بالإنجليزية: Narciso Figueroa)‏ هو موسيقي أمريكي، ولد في 31 أكتوبر 1906 في Aguadilla, Puerto Rico ‏ في الولايات المتحدة، وتوفي في 4 سبتمبر 2004 في ريو بيدراس ‏ في بورتوريكو.